# Jim Keltner
 (mai 2021).
Si vous disposez d'ouvrages ou d'articles de référence ou si vous connaissez des sites web de qualité traitant du thème abordé ici, merci de compléter l'article en donnant les références utiles à sa vérifiabilité et en les liant à la section « Notes et références ».
Pour les articles homonymes, voir Keltner.
James Lee Keltner, né le 27 avril 1942 à Tulsa dans l'Oklahoma aux États-Unis, est un batteur de studio qui a joué avec les trois ex-Beatles, John Lennon, George Harrison et Ringo Starr, ainsi que d'autres artistes tels que Harry Nilsson, Eric Clapton, J.J. Cale, Pink Floyd et Marc Benno. 

## Carrière
Jim est d'abord inspiré par le jazz, mais la popularité de ce dernier diminue à la fin des années 1950 et au début des années 1960, et c'est l'explosion du rock and roll au milieu des années 1960 qui lui permet de percer dans l'enregistrement. Il va ainsi travailler à Los Angeles. Son premier concert en tant que musicien de session se retrouve sur She's Just My Style pour le groupe pop Gary Lewis & The Playboys. 
La carrière musicale de Jim ne lui permet pas de vivre, et pendant ses premières années, il est soutenu par sa femme. Vers la fin des années 1960 toutefois, il commence finalement à travailler régulièrement et devient finalement l'un des batteurs les plus occupés de Los Angeles. Ses premières performances créditées sur le disque sont avec Gábor Szabó sur l'album de 1968 Bacchanal. 
En 1968, Jim travaille également dans un magasin de musique à Pasadena juste en bas de la rue de l'ancien café Ice House quand il est recruté pour jouer de la batterie dans un groupe vocal psychédélique nommé MC Squared avec Michael Crowley, Michael Clough, Linda Carey, (tous du groupe folklorique The Back Porch Majority) et le guitariste / bassiste de session Randy Cierley Sterling. Ils signent chez Mo Ostin et enregistrent un album pour Warner / Reprise intitulé à l'origine MC Squared qui est ensuite remasterisé et réédité en 2012 avec le titre de l'album Tantalizing Colors. Ils apparaissent en direct la même année sur l'émission de télévision de Hugh Hefner After Dark jouant deux chansons: un original des membres de MC Squared Michael Clough et Michael Crowley intitulé I Know You et une reprise de la chanson de Fred Neil Everybody's Talkin. L
C'est son travail avec Leon Russell jouant sur Accept No Substitute de Delaney & Bonnie qui attire l'attention de Joe Cocker, lequel recrute Leon Russell et tous les autres membres du groupe Delaney & Bonnie pour sa tournée Mad Dogs & Englishmen. Jouer avec Joe Cocker le conduit à travailler en 1970 et 1971 sur des albums de Carly Simon (No Secrets), Barbra Streisand (Barbra Joan Streisand), Booker T. Jones (Booker T. & Priscilla), George Harrison (The Concert for Bangladesh) et John Lennon (Imagine).

## Anciens Beatles
Il est connu pour son travail de session sur des albums solo de trois ex-Beatles, soit George Harrison, Ringo Starr, John Lennon, autant sur ceux publiés par le Plastic Ono Band que ceux en solo, ainsi qu'avec Yoko Ono).
Jim joue au Concert for Bangladesh de George Harrison en 1971 et l'album de Lennon la même année, Imagine. Lorsque Ringo Starr enregistre son premier album pop, Ringo, Jim joue sur plusieurs chansons. À la suite de cela, il rejoint George Harrison lors de sa tournée de 1974 aux États-Unis. Il joue aussi sur la presque totalité des albums solo de ce dernier, le seul sur lequel il n'apparait pas est Live in Japan sorti en 1992, puisque c'est Steve Ferrone le batteur. 
En 1974, on le retrouve sur l'album Pussy Cats de Harry Nilsson produit par Lennon, aux côtés de Ringo et Keith Moon sur Rock Around the Clock. Par la suite il figure sur les albums de Nilsson Son of Schmilsson avec Harrison, Starr et le bassiste Klaus Voormann, ainsi que Duit on Mon Dei avec Starr et Voormann.
La relation de Jim avec les anciens Beatles est telle que son nom est utilisé pour parodier Paul McCartney sur les albums publiés par Harrison et Starr en 1973. Au début de cette année-là, McCartney, le seul Beatle à ne pas avoir travaillé avec Jim, inclut une note sur la pochette arrière de son album Red Rose Speedway, encourageant les fans à rejoindre le Wings Fun Club en envoyant une enveloppe adressée timbrée à une adresse à Londres. Plus tard cette année-là, l'album de George Harrison, Living in the Material World et celui de Ringo Starr, Ringo contiennent une note similaire encourageant les fans à rejoindre le Jim Keltner Fan Club en envoyant un éléphant déshabillé estampé à une adresse à Hollywood. 
Dans le vidéo-clip de George Harrison This Song en 1976, il tient le rôle du juge
En 1989, il fait une tournée avec Ringo Starr et son All-Starr Band, on peut donc le trouver sur l'album Ringo Starr and His All-Starr Band publié en 1990.

## Équipement
Jim est un fan des batteries, du matériel et des pédales DW, des baguettes, des cymbales Paiste, des peaux Remo et des percussions électroniques Roland.

## Little village
En 1987, Jim, avec le guitariste Ry Cooder et le bassiste Nick Lowe, joue sur Bring the Family de John Hiatt. Quatre ans plus tard, les quatre musiciens se réunissent pour former le groupe Little Village, enregistrant un album homonyme.

## Travelling Wilburys
Il joue de la batterie sur les deux albums publiés par les Traveling Wilburys, sous le pseudonyme de Buster Sidebury. 

## Collaborations

### Pink Floyd
- A Momentary Lapse of Reason (EMI, 1987)

### Cal Tjader
- Cal Tjader Sounds Out Burt Bacharach (Skye Records, 1968)

### John Lennon
- Imagine (Apple Records, 1971)
- Mind Games (Apple Records, 1973)
- Walls and Bridges (Apple Records, 1974)
- Rock 'n' Roll (Apple Records, 1975)

### Mick Jagger
- Wandering Spirit (Atlantic Records, 1993)
- Goddess in the Doorway (Virgin Records, 2001)

### Nerina Pallot
- Fires (Idaho Records, 2005)

### Dion DiMucci
- Born to Be with You (Phil Spector Records, 1975)

### Patti Scialfa
- Rumble Doll (Columbia Records, 1993)

### Debby Boone
- Surrender (Sparrow Records, 1983)

### Livingston Taylor
- Three Way Mirror (Epic Records, 1978)

### Bruce Cockburn
- Nothing but a Burning Light (True North Records, 1991)

### J. D. Souther
- Black Rose (Asylum Records, 1976)

### Keb' Mo'
- The Door (Epic Records, 2000)

### Rob Thomas
- Cradlesong (Atlantic Records, 2009)
- Someday (Atlantic Records, 2010)

### Indigo Girls
- Nomads Indians Saints (Epic Records, 1990)

### Robbie Robertson
- How to Become Clairvoyant (429 Records, 2011)
- Sinematic (UME, 2019)

### Jessie Baylin
- Little Spark (Blonde Rat, 2012)

### Kim Carnes
- Kim Carnes (A&M Records, 1975)

### Bob Bennett
- Non-Fiction (Star Song, 1985)

### Neil Young
- Silver & Gold (Reprise Records, 2000)
- Peace Trail (Reprise Records, 2016)

### Judy Collins
- Hard Times for Lovers (Elektra Records, 1979)

### The Bee Gees
- Life in a Tin Can (RSO Records, 1973)

### Diana Krall
- Wallflower (Verve Records, 2015)

### Delbert McClinton
- One of the Fortunate Few (Rising Tide, 1997)

### Delaney & Bonnie
- The Original Delaney & Bonnie & Friends (Elektra Records, 1969)
- Motel Shot (Atco Records, 1971)

### Ted Gärdestad
- Blue Virgin Isles (Polar, 1978)

### Gillian Welch
- Revival (Almo Sounds, 1996)

### Steely Dan
- Aja (ABC Records, 1977)

### Melissa Etheridge
- Breakdown (Island Records, 1999)

### Wayne Watson
- Field of Souls (Warner Alliance, 1995)

### Shannon McNally
- Jukebox Sparrows (Capitol Records, 2002)

### Donovan
- Slow Down World (Epic Records, 1976)
- Beat Cafe (Appleeseed Records, 2004)

### Richie Furay
- Seasons of Change (Myrrh Records, 1982)

### Dave Mason
- Alone Together (Blue Thumb Records, 1970)
- It's Like You Never Left (Blue Thumb Records, 1973)

### Lesley Gore
- Love Me By Name (A&M Records, 1976)

### Arlo Guthrie
- Hobo's Lullaby (Reprise Records, 1972)
- Last of the Brooklyn Cowboys (Reprise Records, 1973)
- Arlo Guthrie (Reprise Records, 1974)

### Jenny Lewis
- On the Line (Warner Bros. Records, 2019)

### Lindsey Buckingham & Stevie Nicks
- Buckingham Nicks (Polydor, 1973)

### Céline Dion
- Taking Chances (Columbia Records, 2007)

### Jill Sobule
- California Years (Pinko Records, 2009)

### Willis Alan Ramsey
- Willis Alan Ramsey (Shelter Records, 1972)

### Delaney Bramlett
- Sounds From Home (Zane, 1998)

### Carlene Carter
- I Fell in Love (Reprise Records, 1990)
- Carter Girl (Rounder Records, 2014)

### Melody Gardot
- The Absence (Decca Records, 2012)

### Frank Black
- Fast Man Raider Man (Cooking Vinyl, 2006)

### Joseph Arthur
- Come to Where I'm From (Virgin Records, 2000)
- The Graduation Ceremony (Lonely Astronaut Records, 2011)
- The Ballad of Boogie Christ (Lonely Astronauct Records, 2013)

### Smokey Robinson
- Smokey & Friends (Verve Records, 2014)

### John Lee Hooker
- Mr. Lucky (Virgin Records, 1991)

### Johnny Rivers
- Home Grown (United Artists Records, 1970)
- Outside Help (Big Tree Records, 1977)
- Not a Through Street (CBS, 1983)

### Joe Henry
- Tiny Voices (Anti-, 2003)

### Lonnie Mack
- Second Sight (Alligator Records, 1986)

### Mavis Staples
- We'll Never Turn Back (Anti-, 2007)

### Tanita Tikaram
- Lovers in the City (East West Records, 1995)

### Beth Nielsen Chapman
- Sand and Water (Reprise Records, 1997)

### Phoebe Bridgers
- Punisher (Dead Oceans, 2020)

### Rosie Vela
- Zazu (A&M Records, 1986)

### Rhett Miller
- The Instigator (Elektra Records, 2002)

### Marshall Crenshaw
- Jaggedland (429 Records, 2009)

### Kiki Dee
- Stay With Me (Rocket, 1978)

### Diana DeGarmo
- Blue Skies (RCA Records, 2004)

### George Harrison
- The Concert for Bangladesh (Apple Records, 1971)
- Living in the Material World (Apple Records, 1973)
- Dark Horse (Apple Records, 1974)
- Extra Texture (Read All About It) (Apple Records, 1975)
- Somewhere in England (Dark Horse Records, 1981)
- Gone Troppo (Dark Horse Records, 1982)
- Cloud Nine (Dark Horse Records, 1987)
- Brainwashed (Dark Horse Records, 2002)

### Karen Alexander
- Voyager (Elektra Records, 1978)

### A. J. Croce
- A. J. Croce (Private Music, 1993)
- That's Me in the Bar (Private Music, 1995)

### Bonnie Raitt
- Takin' My Time (Warner Bros. Records, 1973)

### Cracker
- Cracker (Virgin Records, 1992)

### John Mayer
- Born and Raised (Columbia Records, 2012)
- The Search for Everything (Columbia Records, 2017)

### Chris Isaak
- Silvertone (Warner Bros. Records, 1985)
- San Francisco Days (Reprise Records, 1993)

### Tom Petty and the Heartbreakers
- Damn the Torpedoes (MCA Records, 1979)
- Southern Accents (MCA Records, 1985)

### Keith Carradine
- Lost & Found (Asylum Records, 1979)

### Beth Orton
- Daybreaker (Heavenly Records, 2002)

### Matthew Sweet
- In Reverse (Volcano, 1999)

### Peter Allen
- Taught by Experts (A&M Records, 1976)

### Melissa Manchester
- Don't Cry Out Loud (Arista Records, 1978)

### Joe Cocker
- Joe Cocker (A&M Records, 1972)
- Civilized Man (Capitol Records, 1984)
- Night Calls (Capitol Records, 1991)
- Organic (550 Music, 1996)
- Hymn for My Soul (EMI, 2007)

### Albert King
- Lovejoy (Stax Records, 1971)

### Shawn Colvin
- Fat City (Columbia Records, 1992)
- Cover Girl (Columbia Records, 1994)

### Ringo Starr
- Ringo (Apple Records, 1973)
- Goodnight Vienna (Apple Records, 1974)
- Ringo's Rotogravure (Polydor Records, 1976)
- Stop and Smell the Roses (RCA Records, 1981)

### Alison Krauss
- Forget About It (Rounder Records, 1999)

### Linda Ronstadt
- Feels Like Home (Elektra Records, 1995)
- We Ran (Elektra Records, 1998)

### Michelle Branch
- Everything Comes and Goes (Reprise Records, 2010)

### Rickie Lee Jones
- Flying Cowboys (Geffen, 1989)
- Traffic from Paradise (Geffen, 1993)

### Richard Thompson
- Daring Adventures (Polydor Records, 1986)
- Amnesia (Capitol Records, 1988)
- Rumor and Sigh (Capitol Records, 1991)
- You? Me? Us? (Capitol Records, 1996)

### B.B. King
- B.B. King in London (ABC Records, 1971)
- There Is Always One More Time (MCA Records, 1991)
- Deuces Wild (MCA Records, 1997)
- One Kind Favor (Geffen, 2008)

### Dan Fogelberg
- Twin Sons of Different Mothers (Epic Records, 1978)

### Brian Wilson
- I Just Wasn't Made for These Times (MCA Records, 1995)
- No Pier Pressure (Capitol Records, 2015)

### Don Henley
- Building the Perfect Beast (Geffen, 1984)
- The End of the Innocence (Geffen, 1989)

### Warren Zevon
- Mr. Bad Example (Giant, 1991)
- The Wind (Artemis Records, 2003)

### Marc Cohn
- The Rainy Season (Atlantic Records, 1993)
- Join the Parade (Decca Records, 2007)

### Elton John and Leon Russell
- The Union (Mercury Records, 2010)

### Yoko Ono
- Fly (Apple Records, 1971)
- Feeling the Space (Apple Records, 1973)

### Jackson Browne
- For Everyman (Asylum Records, 1973)
- Lives in the Balance (Asylum Records, 1986)
- I'm Alive (Elektra Records, 1993)
- Standing in the Breach (Inside Recordings, 2014)

### Aaron Neville
- Warm Your Heart (A&M Records, 1991)

### Maria Muldaur
- Maria Muldaur (Reprise Records, 1973)

### Bill Withers
- Just as I Am (Sussex Records, 1971)

### Colin James
- Limelight (MapleMusic Recordings, 2005)

### Roy Orbison
- Mystery Girl (Virgin Records, 1989)
- King of Hearts (Virgin Records, 1992)

### Van Dyke Parks
- Clang of the Yankee Reaper (Warner Bros. Records, 1976)
- Jump! (Warner Bros. Records, 1984)

### Christine Lakeland
- Reckoning (Virgin Records, 1993)

### Michael Penn
- March (RCA Records, 1989)
- Free-for-All (RCA Records, 1992)

### Adam Cohen
- Adam Cohen (Columbia Records, 1998)

### Boz Scaggs
- Come On Home (Virgin Records, 1997)
- Out of the Blues (Concord Records, 2018)

### Bob Dylan
- Saved (Columbia Records, 1980)
- Shot of Love (Columbia Records, 1981)
- Empire Burlesque (Columbia Records, 1985)
- Time Out of Mind (Columbia Records, 1997)

### Jann Arden
- Time for Mercy (A&M Records, 1993)
- Happy? (A&M Records, 1997)

### Bill Wyman
- Stone Alone (Atlantic Records, 1976)

### Tom Petty
- Full Moon Fever (MCA Records, 1989)

### Pops Staples
- Peace to the Neighborhood (Pointblack Records, 1992)
- Father Father (Pointblack Records, 1994)

Sam Phillips (en)
- Omnipop (It's Only a Flesh Wound Lambchop) (Virgin Records, 1996)
- Fan Dance (Nonesuch Records, 2001)
- A Boot and a Shoe (Nonesuch Records, 2004)

### Fiona Apple
- When the Pawn... (Epic Records, 1999)
- Extraordinary Machine (Epic Records, 2005)

### Susanna Hoffs
- Susanna Hoffs (London Records, 1996)

### Neil Finn
- One Nil (Parlophone Records, 2001)

### Carly Simon
- No Secrets (Elektra Records, 1972)
- Hotcakes (Elektra Records, 1974)
- Another Passenger (Elektra Records, 1976)
- Christmas Is Almost Here (Rhino Records, 2002)
- Christmas Is Almost Here Again (Rhino Records, 2003)

### Ryan Adams
- Gold (Lost Highway Records, 2001)

### Vonda Shepard
- The Radical Light (Reprise Records, 1992)

### Ron Davies
- Silent Song Through the Land (A&M Records, 1970)

### Emmylou Harris, Dolly Parton and Linda Ronstadt
- Trio II (Asylum Records, 1999)

### William Lee Golden
- American Vagabond (MCA Records, 1986)

### Rufus Wainwright
- Rufus Wainwright (DreamWorks Records, 1998)
- Poses (Dreamworks Records, 2001)
- Unfollow the Rules (BMG, 2020)

### Matraca Berg
- The Speed of Grace (MCA Records, 1994)

### Aimee Mann
- Whatever (Geffen, 1993)

### Neil Diamond
- Beautiful Noise (Columbia Records, 1976)
- Heartlight (Columbia Records, 1982)

### Loudon Wainwright III
- Unrequited (Columbia Records, 1975)
- Here Come the Choppers (Sovereign Records, 2005)

### Randy Newman
- Sail Away (Reprise Records, 1972)
- Good Old Boys (Reprise Records, 1974)
- Little Criminals (Reprise Records, 1977)
- Randy Newman's Faust (Reprise Records, 1995)

### Perfume Genius
- Set My Heart on Fire Immediately (Matador Records, 2020)

### Joni Mitchell
- Turbulent Indigo (Reprise Records, 1994)

### José Feliciano
- And the Feeling's Good (RCA Victor, 1974)
- For My Love... Mother Music (RCA Victor, 1974)

### Eric Clapton
- Journeyman (Reprise Records, 1989) - Avec George Harrison et Phil Collins, etc.
- From the Cradle (Warner Bros. Records, 1994)
- Me and Mr. Johnson (Reprise Records, 2004)
- Clapton (Reprise Records, 2010)
- Old Sock (Polydor Records, 2013)
- The Breeze: An Appreciation of JJ Cale (2014) - Avec Mark Knopfler, Willie Nelson, Tom Petty, etc.
- Happy Xmas (Polydor Records, 2018)

### Ted Hawkins
- The Next Hundred Years (DGC, 1994)

### Sara Bareilles
- Amidst the Chaos (Epic Records, 2019)

### Hanne Boel
- Dark Passion (Medley Records, 1990)

### Michael Des Barres
- Somebody Up There Likes Me (MCA Records, 1986)

### Jude Cole
- Start the Car (Reprise Records, 1992)

### Ry Cooder
- Boomer's Story (Reprise Records, 1972)
- Paradise and Lunch (Reprise Records, 1974)
- Chicken Skin Music (Reprise Records, 1976)
- Bop till You Drop (Warner Bros. Records, 1979)
- Borderline (Warner Bros. Records, 1980)
- The Slide Area (Warner Bros. Records, 1982)
- Get Rhythm (Warner Bros. Records, 1987)
- Chávez Ravine (Nonesuch Records, 2005)
- My Name Is Buddy (Nonesuch Records, 2007)
- I, Flathead (Nonesuch Records, 2008)
- Pull Up Some Dust and Sit Down (Nonesuch Records, 2011)

### Ziggy Marley and the Melody Makers
- Spirit of Music (Elektra Records, 1999)

### Don Felder
- American Rock 'n' Roll (BMG, 2019)

### Murray Attaway
- In Thrall (Geffen, 1993)

### Cher
- Stars (Warner Bros. Records, 1975)

### Leon Russell
- Leon Russell and the Shelter People (Shelter Records, 1971)
- Carney (Shelter Records, 1972)
- Stop All That Jazz (Shelter Records, 1974)
- Will O' the Wisp (Shelter Records, 1975)

### Leonard Cohen
- Death of a Ladies' Man (Warner Bros. Records, 1977)

### Ivan Neville
- If My Ancestors Could See Me Now (Polydor Records, 1988)

### Toni Childs
- House of Hope (A&M Records, 1991)

### Martha Reeves
- Martha Reeves (MCA Records, 1974)

### Nick Lowe
- Party of One (Reprise Records, 1990)

### Tom Pacheco
- The Outsider (RCA Victor, 1976)

### Sheryl Crow
- Sheryl Crow (A&M Records, 1996)

### Frankie Valli
- Closeup (Private Stock Records, 1975)

### David Crosby
- Oh Yes I Can (A&M Records, 1989)
- Thousand Roads (Atlantic Records, 1993)

### Bette Midler
- Broken Blossom (Atlantic Records, 1977)
- No Frills (Atlantic Records, 1983)

### Maria McKee
- Maria McKee (Geffen, 1989)
- You Gotta Sin to Get Saved (Geffen, 1993)

### Tom Johnston
- Everything You've Heard Is True (Warner Bros. Records, 1979)

### Rod Stewart
- Vagabond Heart (Warner Bros. Records, 1991)

### Rita Coolidge
- Rita Coolidge (A&M Records, 1971)
- The Lady's Not for Sale (A&M Records, 1972)
- Satisfied (A&M Records, 1979)

### Willie Nelson
- Across the Borderline (Columbia Records, 1993)

### Thelma Houston
- I've Got the Music in Me (Sheffeld Lab, 1975)

### Harry Nilsson
- Nilsson Schmilsson (RCA Victor, 1971)
- Pussy Cats (RCA Victor, 1974)
- Duit on Mon Dei (RCA Victor, 1975)
- Sandman (RCA Victor, 1976)
- ...That's the Way It Is (RCA Victor, 1976)
- Flash Harry (Mercury Records, 1980)

### Michael Bublé
- Christmas (Reprise Records, 2011)
- To Be Loved (Reprise Records, 2013)
- Higher (Reprise Records, 2022)

### Roberta Flack
- I'm the One (Atlantic Records, 1982)

### Rodney Crowell
- Ain't Living Long Like This (Warner Bros. Records, 1978)

### Barbra Streisand
- Barbra Joan Streisand (Columbia Records, 1971)

### Irene Cara
- Carasmatic (Elektra Records, 1987)

### Ronnie Wood
- Gimme Some Neck (Columbia Records, 1979)
- 1234 (Columbia Records, 1981)
- I Feel Like Playing (Eagle Rock Entertainment, 2010)

### Peabo Bryson and Roberta Flack
- Born to Love (Capitol Records, 1983)

### Art Garfunkel
- Breakaway (Columbia Records, 1975)

### Elvis Costello
- King of America (F-Beat Records, 1986)
- Spike (Warner Bros. Records, 1989)
- Mighty Like a Rose (Warner Bros. Records, 1991)
- Kojak Variety (Warner Bros. Records, 1995)
- Painted from Memory (Mercury Records, 1998)

### J. J. Cale
- Shades (Island Records, 1981)
- #8 (Mercury Records, 1983)
- Travel-Log (BMG, 1990)
- Closer to You (Virgin Records, 1994)
- Roll On (Rounder Records, 2009)

### James Taylor
- Gorilla (Warner Bros. Records, 1975)
- In the Pocket (Warner Bros. Records, 1976)

### Terry Evans
- Blues for Thought (Point Blank Records, 1994)
- Puttin' In Down (AudioQuest Music, 1995)
- Walk That Walk (Telark Records, 2000)

### Yvonne Elliman
- Night Flight (RSO Records, 1978)
- Yvonne (RSO Records, 1979)

### Dolly Parton
- Here You Come Again (RCA Records, 1977)
- Great Balls of Fire (RCA Records, 1979)
- Rainbow (Mercury Records, 1987)

### Carole Bayer Sager
- Carole Bayer Sager (Elektra Records, 1977)
- ...Too (Elektra Records, 1978)
- Sometimes Late at Night (The Broadwark Entertainment, 1981)